# كيلي بيرفيلي
كيلي ماثورين بيرفيلي (بالفرنسية: Kelly Berville) (5 يناير 1978) لاعب كرة قدم فرنسي يلعب حاليا في نادي الدرجة الممتازة باكوس دي فيريرا البرتغالي في خط الدفاع .

## روابط خارجية
- كيلي بيرفيلي على موقع رابطة كرة القدم الفرنسية للمحترفين (الإنجليزية)
- كيلي بيرفيلي على موقع قاعدة بيانات كرة القدم.إي يو (الإنجليزية)
- كيلي بيرفيلي على موقع Soccerway.com (الإنجليزية)
- كيلي بيرفيلي على موقع عالم كرة القدم.نت (الإنجليزية)